# 구자열 (강원도의원)
구자열(具滋烈, 1968년 7월 13일 ~ )은 대한민국의 정치인이다. 제8·9대(민선5·6기) 강원도의회 의원을 지냈다.

## 학력
- 원주고등학교 졸업
- 한국방송통신대학교 경영학 학사
- 연세대학교 정경대학원 정치학 석사
- 강원대학교 일반대학원 정치외교학과 박사과정 수료

## 경력
- 국민생활체육 원주시야구연합회장
- 대한전문건설협회 원주시협의회장
- (합)구한건설 대표
- 2010.07 ~ 2014.06: 제8대 강원도의회 의원
- 2014.07 ~ 2018.02: 제9대 강원도의회 의원
- 2018.08 ~ 2019.06: 강원도청 정무특별보좌관
- 2019.07 ~ 2021.06: 강원도청 도지사실 비서실장
- 2021.09 ~ : 혁신과상생연구원 이사장

## 역대 선거 결과
|  | 53.77% |

|  | 55.26% |

|  | 46.44% |